# Erythrina mexicana
Erythrina mexicana är en ärtväxtart som beskrevs av Krukoff. Erythrina mexicana ingår i släktet Erythrina och familjen ärtväxter. Inga underarter finns listade i Catalogue of Life.